# Мустафаев, Мирза Мустафа оглы
Мирза Мустафа оглы Мустафаев (азерб. Mirzə Mustafa oğlu Mustafayev; 9 ноября 1912, Бакинский уезд — 18 июня 1986, Баку) — советский азербайджанский нефтяник и геолог, Герой Социалистического Труда (1966). Заслуженный инженер Азербайджанской ССР (1960). Кандидат геолого-минералогических наук (1960).

## Биография
Родился 9 ноября 1912 года в селе Сабунчи близ Баку (ныне посёлок в составе Баку) в семье рабочих. Окончил Азербайджанский индустриальный   институт (ныне - Азербайджанский государственный университет нефти и промышленности).
В 1933—1955 годах — старший лаборант, научный работник, заведующий лабораторией, инженер-геолог, заведующий промыслом на Бакинских нефтепромыслах. С 1955 года — начальник нефтегазодобывающего управления имени 26 бакинских комиссаров. На должности начальника управления проявил себя как умелый руководитель, а возглавляемый Мустафаевым коллектив отличился при выполнении заданий семилетнего плана. С 1973 года — начальник технического отдела производственного объединения «Азнефть».
Указом Президиума Верховного Совета СССР от 23 мая 1966 года за выдающиеся заслуги в выполнении заданий семилетнего плана по добыче нефти и достижение высоких технико-экономических показателей в работе Мустафаеву Мирза Мустафа оглы присвоено звание Героя Социалистического Труда с вручением ордена Ленина и золотой медали «Серп и Молот».
Занимался научной деятельностью. Автор многочисленных научных работ. Именно в его управлении началось внедрение средств автоматизации в нефтяной промышленности, одним из создателей которой был сам Мирза Мустафа оглы Мустафаев. В 1960 году защитил диссертацию «Разработка залежей нефти свиты НКП Бибиэйбатского месторождения и методы интенсификации нефтедобычи» на соискание учёной степени кандидата геолого-минералогических наук.
Активно участвовал в общественной жизни Азербайджана. Член КПСС с 1939 года. Депутат Верховного Совета Азербайджанской ССР 6-го созыва.
Скончался 18 июня 1986 года в городе Баку. Похоронен на Ясамальском кладбище города Баку. Именем Мирзы Мустафа оглы Мустафаева названа улица в Сабаильском районе города Баку.